# مونت تشارلستون (نيفادا)
مونت تشارلستون (بالإنجليزية: Mount Charleston)‏ هي بلدة غير مدخلة  ومكان مخصص للتعداد في مقاطعة كلارك في ولاية نيفادا الأمريكية. بلغ عدد السكان 357 حسب تعداد عام 2010. 
سميت البلدة على جبل تشارلستون القريب، وهي أعلى نقطة في مقاطعة كلارك، وتقع المدينة في واد جبال سبرينغ إلى الشمال الغربي من لاس فيغاس، وتشتهر لمسارات رحلات الهواء الطلق، وفندق ماونت تشارلستون، وهو فندق ريفي. تقع البلدة على ارتفاع حوالي 7,500 قدم (2,286 متر)، ودرجات الحرارة أقل بكثير مما هي عليه في لاس فيغاس، والتي ترتفع حوالي 2,000 قدم (610 متر)، ما يجعلها مكانا شعبيا لإجازات أهل لاس فيغاس. متوسط درجة الحرارة يقل بنحو 20.4 درجة (فهرنهايت) عن لاس فيغاس. تعرف المنطقة أيضا كقرية لعطلات سكان لاس فيغاس الأثرياء.

## الموقع الجغرافي
الموقع الجغرافي للمناطق المحيطة بهذه النقطة هو كالتالي:

## المناخ
يظهر الجدول التالي التغييرات المناخية على مدار السنة لمونت تشارلستون:
| البيانات المناخية لـمونت تشارلستون          | البيانات المناخية لـمونت تشارلستون | البيانات المناخية لـمونت تشارلستون | البيانات المناخية لـمونت تشارلستون | البيانات المناخية لـمونت تشارلستون | البيانات المناخية لـمونت تشارلستون | البيانات المناخية لـمونت تشارلستون | البيانات المناخية لـمونت تشارلستون | البيانات المناخية لـمونت تشارلستون | البيانات المناخية لـمونت تشارلستون | البيانات المناخية لـمونت تشارلستون | البيانات المناخية لـمونت تشارلستون | البيانات المناخية لـمونت تشارلستون | البيانات المناخية لـمونت تشارلستون |
| الشهر                                       | يناير                              | فبراير                             | مارس                               | أبريل                              | مايو                               | يونيو                              | يوليو                              | أغسطس                              | سبتمبر                             | أكتوبر                             | نوفمبر                             | ديسمبر                             | المعدل السنوي                      |
| ------------------------------------------- | ---------------------------------- | ---------------------------------- | ---------------------------------- | ---------------------------------- | ---------------------------------- | ---------------------------------- | ---------------------------------- | ---------------------------------- | ---------------------------------- | ---------------------------------- | ---------------------------------- | ---------------------------------- | ---------------------------------- |
| الدرجة القصوى °ف (°م)                       | 70 (21)                            | 69 (21)                            | 73 (23)                            | 79 (26)                            | 86 (30)                            | 93 (34)                            | 98 (37)                            | 93 (34)                            | 90 (32)                            | 83 (28)                            | 79 (26)                            | 69 (21)                            | 98 (37)                            |
| متوسط درجة الحرارة الكبرى °ف (°م)           | 44.0 (6.7)                         | 43.4 (6.3)                         | 48.8 (9.3)                         | 54.8 (12.7)                        | 64.4 (18.0)                        | 74.1 (23.4)                        | 79.4 (26.3)                        | 78.2 (25.7)                        | 71.7 (22.1)                        | 61.4 (16.3)                        | 51.6 (10.9)                        | 44.3 (6.8)                         | 59.7 (15.4)                        |
| متوسط درجة الحرارة الصغرى °ف (°م)           | 19.2 (−7.1)                        | 19.8 (−6.8)                        | 23.5 (−4.7)                        | 28.2 (−2.1)                        | 36.4 (2.4)                         | 44.1 (6.7)                         | 52.0 (11.1)                        | 50.6 (10.3)                        | 43.5 (6.4)                         | 34.5 (1.4)                         | 26.0 (−3.3)                        | 19.4 (−7.0)                        | 33.1 (0.6)                         |
| أدنى درجة حرارة °ف (°م)                     | −11 (−24)                          | −15 (−26)                          | 1 (−17)                            | 7 (−14)                            | 16 (−9)                            | 17 (−8)                            | 31 (−1)                            | 30 (−1)                            | 17 (−8)                            | 9 (−13)                            | 1 (−17)                            | −18 (−28)                          | −18 (−28)                          |
| الهطول إنش (مم)                             | 2.83 (72)                          | 3.51 (89)                          | 1.92 (49)                          | 1.23 (31)                          | 0.70 (18)                          | 0.29 (7.4)                         | 2.13 (54)                          | 1.89 (48)                          | 1.69 (43)                          | 1.96 (50)                          | 1.31 (33)                          | 3.61 (92)                          | 23.07 (586.4)                      |
| متوسط تساقط الثلوج إنش (سم)                 | 18.2 (46)                          | 29.3 (74)                          | 13.2 (34)                          | 8.3 (21)                           | 1.0 (2.5)                          | 0.2 (0.51)                         | 0 (0)                              | 0 (0)                              | 0 (0)                              | 1.6 (4.1)                          | 5.2 (13)                           | 20.0 (51)                          | 97.1 (247)                         |
| متوسط أيام هطول الأمطار (≥ 0.01 inch)       | 4                                  | 6                                  | 5                                  | 4                                  | 2                                  | 2                                  | 6                                  | 4                                  | 3                                  | 3                                  | 3                                  | 5                                  | 47                                 |
| المصدر: The Western Regional Climate Center |                                    |                                    |                                    |                                    |                                    |                                    |                                    |                                    |                                    |                                    |                                    |                                    |                                    |